# Mesolita
Mesolita is een kevergeslacht uit de familie van de boktorren (Cerambycidae). De wetenschappelijke naam van het geslacht werd voor het eerst geldig gepubliceerd in 1862 door Pascoe.

## Soorten
Mesolita omvat de volgende soorten:
- Mesolita antennalis Carter, 1929
- Mesolita ephippiata Lea, 1918
- Mesolita inermis Poll, 1892
- Mesolita interrupta Lea, 1918
- Mesolita lineolata Pascoe, 1862
- Mesolita myrmecophila Lea, 1918
- Mesolita pascoei Poll, 1892
- Mesolita scutellata Lea, 1918
- Mesolita transversa Pascoe, 1862